# 埃雷米圖鄉

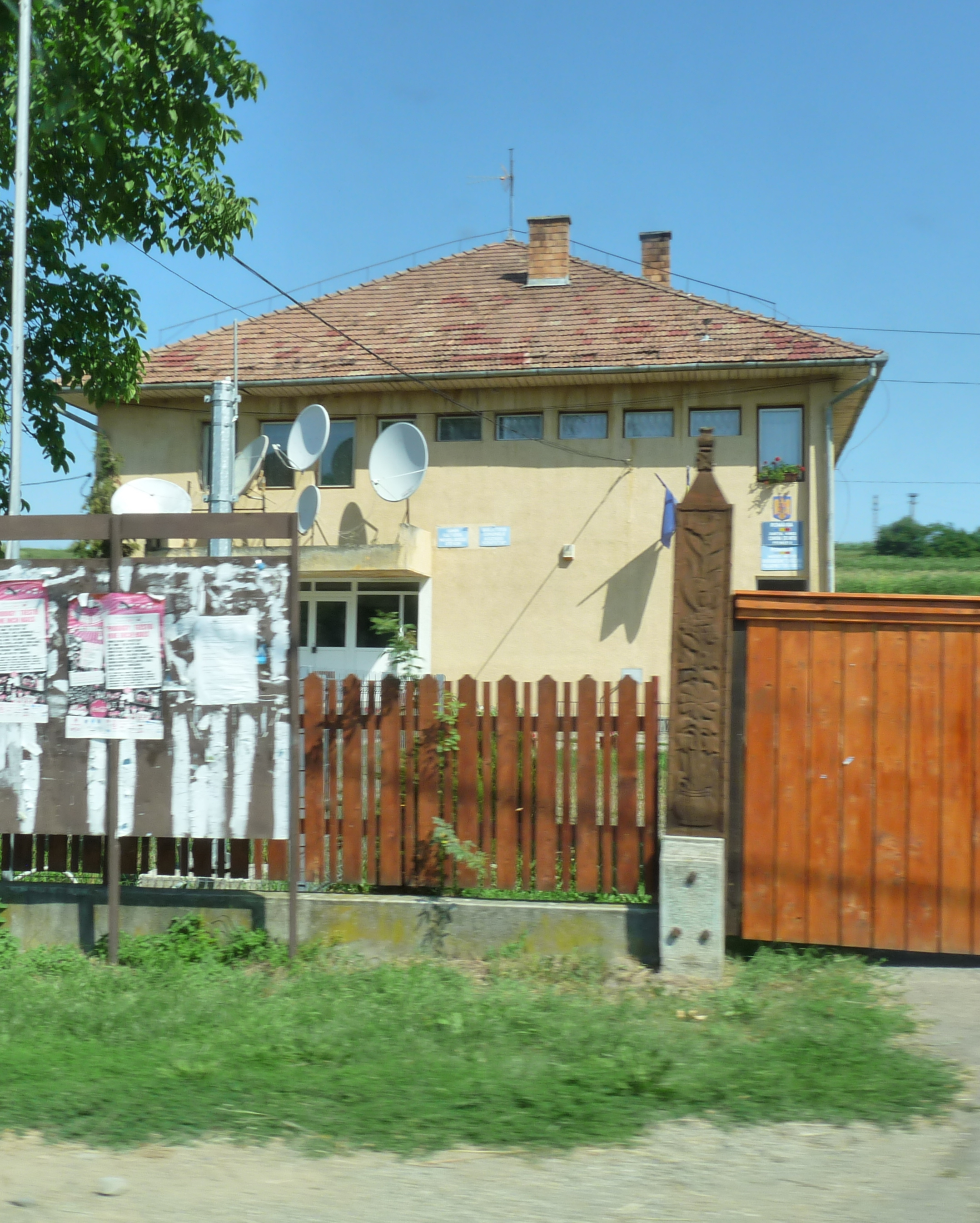

46°40′0″N 24°56′0″E / 46.66667°N 24.93333°E
埃雷米圖鄉（羅馬尼亞語：Comuna Eremitu, Mureș），是羅馬尼亞的鄉份，位於該國中部，由穆列什縣負責管轄，面積83平方公里，海拔高度517米，2007年人口3,984，人口密度每平方公里48人。